# Coppa di Francia 2025 (ciclismo)
La Coppa di Francia di ciclismo 2025, trentaquattresima edizione della competizione, costituita da 18 prove, si è aperta il 2 febbraio con il Grand Prix Cycliste la Marseillaise e si concluderà l'11 ottobre con il Tour de Vendée.

## Calendario
| Corsa | Data         | Evento                                     | Vincitore        | Squadra                         | Leader della classifica | Leader della classifica a squadre |
| ----- | ------------ | ------------------------------------------ | ---------------- | ------------------------------- | ----------------------- | --------------------------------- |
| 1     | 2 febbraio   | Grand Prix Cycliste la Marseillaise (2025) | Valentin Ferron  | Cofidis                         | Valentin Ferron         | Cofidis                           |
| 2     | 20 marzo     | Grand Prix de Denain (2025)                | Matthew Brennan  | Team Visma-Lease a Bike         | Matthew Brennan         | Cofidis                           |
| 3     | 23 marzo     | Cholet Agglo Tour (2025)                   | Lukáš Kubiš      | Unibet Tietema Rockets          | Lukáš Kubiš             | Unibet Tietema Rockets            |
| 4     | 30 marzo     | La Roue Tourangelle (2025)                 | Erlend Blikra    | Uno-X Mobility                  | Erlend Blikra           | Unibet Tietema Rockets            |
| 5     | 4 aprile     | Route Adélie de Vitré (2025)               | Stian Fredheim   | Uno-X Mobility                  | Stian Fredheim          | Unibet Tietema Rockets            |
| 6     | 18 aprile    | Classic Grand Besançon Doubs (2025)        | Guillaume Martin | Groupama-FDJ                    | Stian Fredheim          | Unibet Tietema Rockets            |
| 7     | 19 aprile    | Tour du Jura (2025)                        | Guillaume Martin | Groupama-FDJ                    | Guillaume Martin        | Groupama-FDJ                      |
| 8     | 20 aprile    | Tour du Doubs (2025)                       | Mattéo Vercher   | TotalEnergies                   | Guillaume Martin        | Groupama-FDJ                      |
| 9     | 8 maggio     | Boucles de l'Aulne (2025)                  | Lewis Askey      | Groupama-FDJ                    | Guillaume Martin        | Groupama-FDJ                      |
| 10    | 9 maggio     | Tour du Finistère (2025)                   | Aubin Sparfel    | Decathlon AG2R La Mondiale Team | Guillaume Martin        | Groupama-FDJ                      |
| 11    | 10 maggio    | Grand Prix du Morbihan (2025)              | Benoît Cosnefroy | Decathlon AG2R La Mondiale Team | Clément Venturini       | Groupama-FDJ                      |
| 12    | 11 maggio    | Tro-Bro Léon (2025)                        | Bastien Tronchon | Decathlon AG2R La Mondiale Team | Clément Venturini       | Groupama-FDJ                      |
| 13    | 26 maggio    | Mercan'Tour Classic Alpes-Maritimes (2025) |                  |                                 |                         |                                   |
| 14    | 17 giugno    | Mont Ventoux Dénivelé Challenges (2025)    | annullata        | annullata                       | annullata               | annullata                         |
| 15    | 17 agosto    | La Poly Normande (2025)                    |                  |                                 |                         |                                   |
| 16    | 14 settembre | Grand Prix de Fourmies (2025)              |                  |                                 |                         |                                   |
| 17    | 21 settembre | Grand Prix d'Isbergues (2025)              |                  |                                 |                         |                                   |
| 18    | 11 ottobre   | Tour de Vendée (2025)                      |                  |                                 |                         |                                   |